# Miltochrista rhodina
Miltochrista rhodina är en fjärilsart som beskrevs av Herrich-Schäffer 1855. Miltochrista rhodina ingår i släktet Miltochrista och familjen björnspinnare. Inga underarter finns listade i Catalogue of Life.